# Anoxia scutellaris
Anoxia scutellaris es una especie de coleóptero de la familia Scarabaeidae.

## Distribución geográfica
Habita en el paleártico: la Europa mediterránea y el Magreb.